# Phthiotis
Phthiotis (altgriechisch Φθιῶτις, neugriechisch Φθιώτιδα Fthiótidha) war eine Landschaft südlich des antiken Thessalien in Griechenland. Der Name geht ursprünglich auf die in der griechischen Mythologie, genauer bei Homer, erwähnte Hauptstadt Phthia (altgriechisch Φθίη Fthíi) zurück.
Sie umfasste das Gebiet um das Othrysgebirge, zwischen dem Malischen und Pagasäischen Meerbusen (bei Thessaliotis und Dolopia) und war in der Antike von den Hellenen und Achäern bewohnt, welche später zusammen als Achaei Phthiotae bezeichnet wurden, daher auch die Landschaft selbst den Namen „Achaia“ führt. In der Mythologie die Heimat der sagenhaften Myrmidonen, das Reich des Peleus und dessen Sohn Achilleus.
Die Abgrenzungen waren nicht ganz klar. Nördlich der Narthakion-Berge, um die Stadt Pharsalos, hieß die Region Phthiotis und gehörte noch zu Thessalien. Südlich davon lag die eigentliche Achaia Phthiotis, während die Landschaft südlich des Othrysgebirges als Malis bezeichnet wurde.
Die wichtigste Stadt nach den Perserkriegen war das phthiotische Theben (griech. Thebai / Thebae) am Pagasäischen Golf in Thessalien, das möglicherweise mit Phylake identisch ist.
Weitere Städte sind: Herakleia Trachinia, Antikyra, Pharsalos, Thetidion, Lamia, Magnesia, Jolkos, Demetrias, Methone, Phthia. Die Achäer wurden nachher von Aiolern unterworfen; von ihnen nahm Phylaekos die Gegend von Phylake, Eurytion die von Phthia, Athamas die von Alos in Besitz, in welchem letzteren aber die Achäer sich bald von der Herrschaft der Aioler frei machten und einen Freistaat errichteten. Außerdem zeichnete sich in Phthiotis der Staat der Trachinier aus, welchen man mit zum dorischen Stamme rechnet.
Heute liegen in diesem Gebiet, das zu den Präfekturen Fthiotida (den Namen übernommen jedoch mit kleinerem Gebiet) und Magnisia gehört, u. a. die Städte Lamia, Loutra und Almiros und der berühmte Thermopylen-Pass. Der nördliche Teil um die Stadt Pharsalos (heute Farsala) gehört zum Regionalbezirk Larisa.